# Fable Legends
Fable Legends est un jeu vidéo de type action-RPG développé par Lionhead Studios, et édité par Microsoft Studios, qui devait sortir en 2016 sur Windows et Xbox One. Microsoft annonce l'annulation du jeu le 7 mars 2016. Les serveurs sont officiellement fermés le 13 avril 2016.

## Synopsis
Fable Legends se déroule plusieurs centaines d'années avant les événements dépeints dans la trilogie originale. Il s'agit d'une période où la magie, le folklore et la mythologie prédominent, dans laquelle l'humanité n'a pas encore découvert de technologie significative. La plupart des gens s'entassent dans de petits villages, trop écervelés et apeurés à l'idée de s'aventurer dans un monde effrayant.

## Développement
Le développement du jeu commence à l'été 2012, le jeu est annoncé le 20 août 2013, avec une bande-annonce cinématique réalisée par Ben Hibon et narrée par Michael Gambon. La première vidéo de gameplay est dévoilée le 9 juin 2014, avec une phase de jeu jouée sur scène par l'équipe de développement. Une bêta fermée multijoueur débute le 16 octobre 2014.